# エリック・コーツ
エリック・フランシス・ハリソン・コーツ（Eric Francis Harrison Coates 1886年8月27日 - 1957年12月21日）は、イングランドのライト・ミュージックの作曲家。若い頃は優れたヴィオラ奏者だった。
音楽一家に生まれたコーツは顕著な才能を示し、本人も希望していたにもかかわらず、両親は彼が音楽の道へ進むことを渋々認めたに過ぎなかった。王立音楽アカデミーでフレデリック・コーダー（作曲）とライオネル・ターティス（ヴィオラ）に師事した彼は、弦楽四重奏団と歌劇場のオーケストラで演奏し、その後トーマス・ビーチャムやヘンリー・ウッドが指揮する交響楽団に入団した。演奏家としての経験がアカデミーで学んだ厳格な教育に合わさり、コーツの作曲家としての技量を高めることになった。
ヴィオラ奏者として働く傍ら、コーツは歌曲や軽い音楽作品を作曲していった。1919年にヴィオラを完全に諦めた彼は、そこからの没するまで作曲家として、また折に触れて指揮を行うことで生計を立てた。コーツは多作家であり、作品には終曲に広く知られた「ナイツブリッジ」を配した『ロンドン組曲』（1932年）、ワルツ『静かな潟』（1930年）、『ダム・バスターズ行進曲』（1954年）などがある。初期の作品はアーサー・サリヴァンやエドワード・ジャーマンの音楽から影響を受けているが、音楽的趣味を変化させながらスタイルを進化させ、後年の楽曲にはジャズやダンス楽団の音楽に由来する要素を取り込んでいる。彼の作品は管弦楽曲と歌曲がほぼ全てを占めている。失敗に終わった短いバレエ音楽が1つあることを除けば、劇場向けの音楽を書くこともなく、映画音楽も稀にしか手掛けなかった。

## 生涯

### 若年期
コーツはノッティンガムシャーのハックノール・トーカードに生まれた。総合診療医のウィリアム・ハリソン・コーツ（1851年-1935年）と妻のメアリー・ジェーン・グウィン（旧姓ブロワー 1850年-1928年）の間の、5人きょうだいの末っ子であり唯一の男児であった。父はアマチュアのフルート奏者兼歌手、母は腕のいいピアニストであり、音楽的な家庭だった。
幼少期のコーツは学校に通わず、姉たちとともにガヴァネス（家庭教師）から教育を受けた。コーツの音楽の才能は非常に幼い頃には明らかになっており、ヴァイオリンを習わせるべきではないかとの声が出ていた。6歳からはじまった初めてのレッスンでは地元のヴァイオリン教師につき、13歳からはヨーゼフ・ヨアヒム門下のジョージ・エレンバーガーの下で学んだ。さらにノッティンガム大学（当時はユニバーシティ・カレッジ）の講師であったラルフ・ホーナーから和声学と対位法も習っていた。ホーナーはイグナーツ・モシェレスとエルンスト・リヒターに学んだ人物で、かつてはドイリー・カート・オペラ・カンパニーの指揮者を務めていた人物である。エレンバーガーの頼みを聴く形で、コーツは1回の演奏だけのつもりでヴィオラに持ち替えた。しかし、彼はより深いこの楽器の音色が好みであることに気付き、ヴァイオリンからヴィオラへ完全に転向することになった。この技能により地元の弦楽オーケストラに入団した彼は、現存する最初の作品を書いている。エレンバーガーに献呈された『バラード』 作品2である。曲の完成は1904年10月23日のことであり、同年中にノッティンガムのアルバート・ホールで初演された。このときはコーツもヴィオラとして舞台に上がっていた。

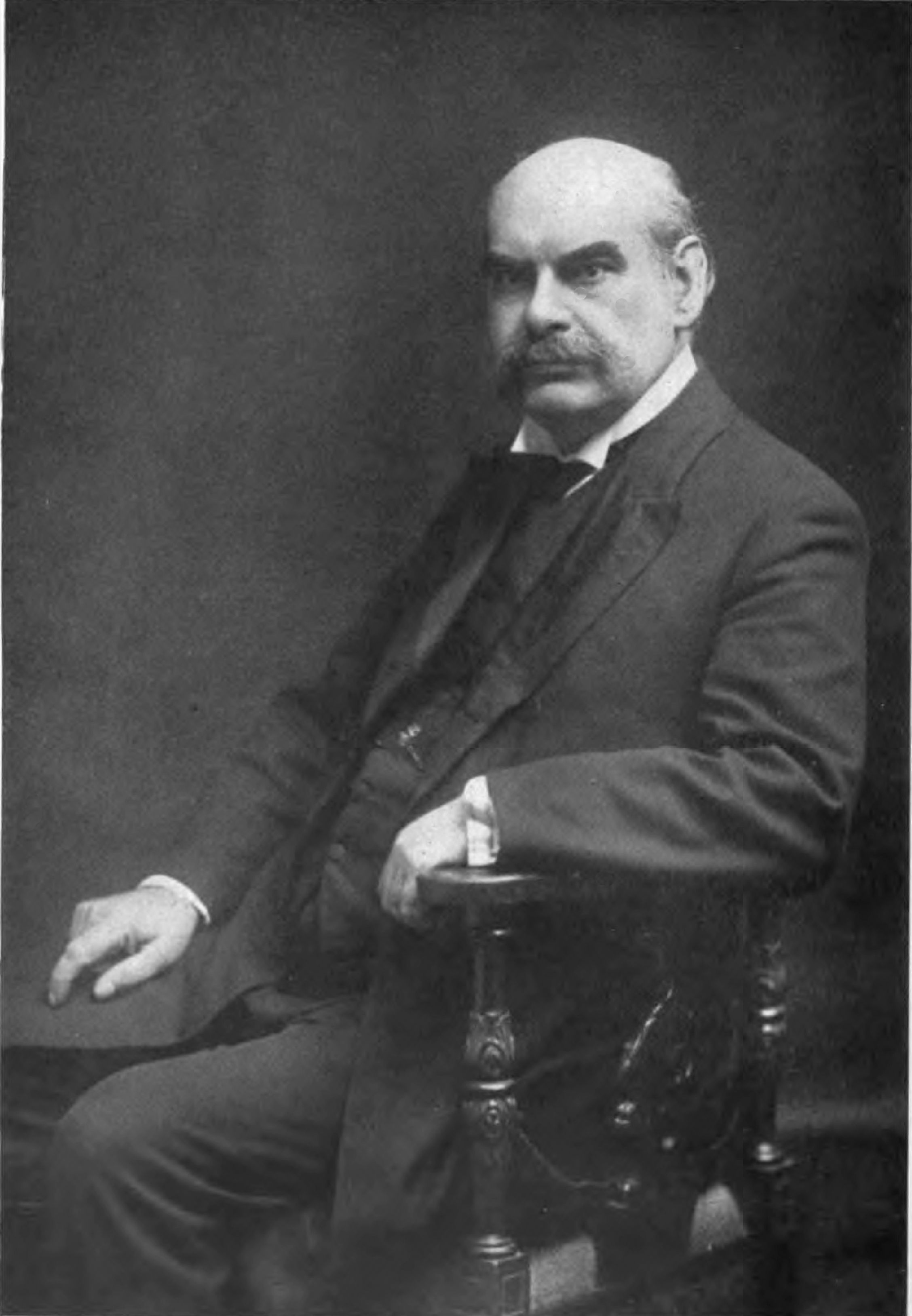
フレデリック・コーダー（1913年）

コーツはプロの音楽家としてキャリアを積みたいと考えていた。両親は賛成してはいなかったが、最終的に息子がロンドンの王立音楽アカデミーへの入学を目指すことを認めた。両親は同校での初年度に彼の能力がプロのキャリアに足るものであることを証明するようにとの条件を付け、それができなければノッティンガムシャーに帰って安全で立派な銀行の職に就くよう求めた。1906年、コーツは20歳で入学試験に臨んだ。面接を行った学長のアレグザンダー・マッケンジーは、この受験生がバーンズの『A Red, Red Rose』に付けた楽曲にいたく感銘を受け、ヴィオラは補助的なものに留め、作曲を主として学んでいくべきだと助言を行った。これに対し、コーツは自分の一番の関心はヴィオラにあるのだとはっきりと主張した。マッケンジーの熱狂の度は奨学金を申し出るほどまでには至らず、コーツの父は息子の初年度の学費を払わねばならなかった。その後に奨学金が認められている。
コーツは王立音楽アカデミーでライオネル・ターティスにヴィオラを、フレデリック・コーダーに作曲を師事した。コーツはコーダーに対し、自分は気質的に交響曲やオラトリオよりも軽い音楽を作曲する方に惹かれる、と明かしていた。彼の歌曲は在学中にアカデミーの演奏会で取り上げられており、彼に関する最初の紙上での評には1907年12月に演奏された2つの歌曲が「かなり理解しやすい」と書かれたが、翌年のシェイクスピアを用いた4つの歌曲は「誠実な旋律の魅力」により称賛を受け、やはり1918年の『Devon to Me』に対して『ミュージカル・タイムズ』誌は「頑健で男らしい歌、出版する価値がある」と信じるコメントを出していた。
コーツはヴィオラの師に恵まれた。『ニューヨーク・タイムズ』紙はターティスをこの楽器で初の偉大な教育者と呼び、『音楽と音楽家に関するグローヴの事典』は彼をヴィオラ奏者の筆頭に位置付けていた。ターティスは偉大な教師でもあると看做されており、その指導の下でコーツは一流ヴィオラ奏者へと成長を遂げていった。まだ学生でありながらコーツはサヴォイ・シアターなどのウェスト・エンドの劇場オーケストラで演奏して稼ぎを得ており、サヴォイ・シアターではギルバート・アンド・サリヴァンの1907年のシーズンにフランソワ・セリエの下で数週間にわたり演奏を行った。

### プロのヴィオラ奏者、作曲家：1908年-1919年

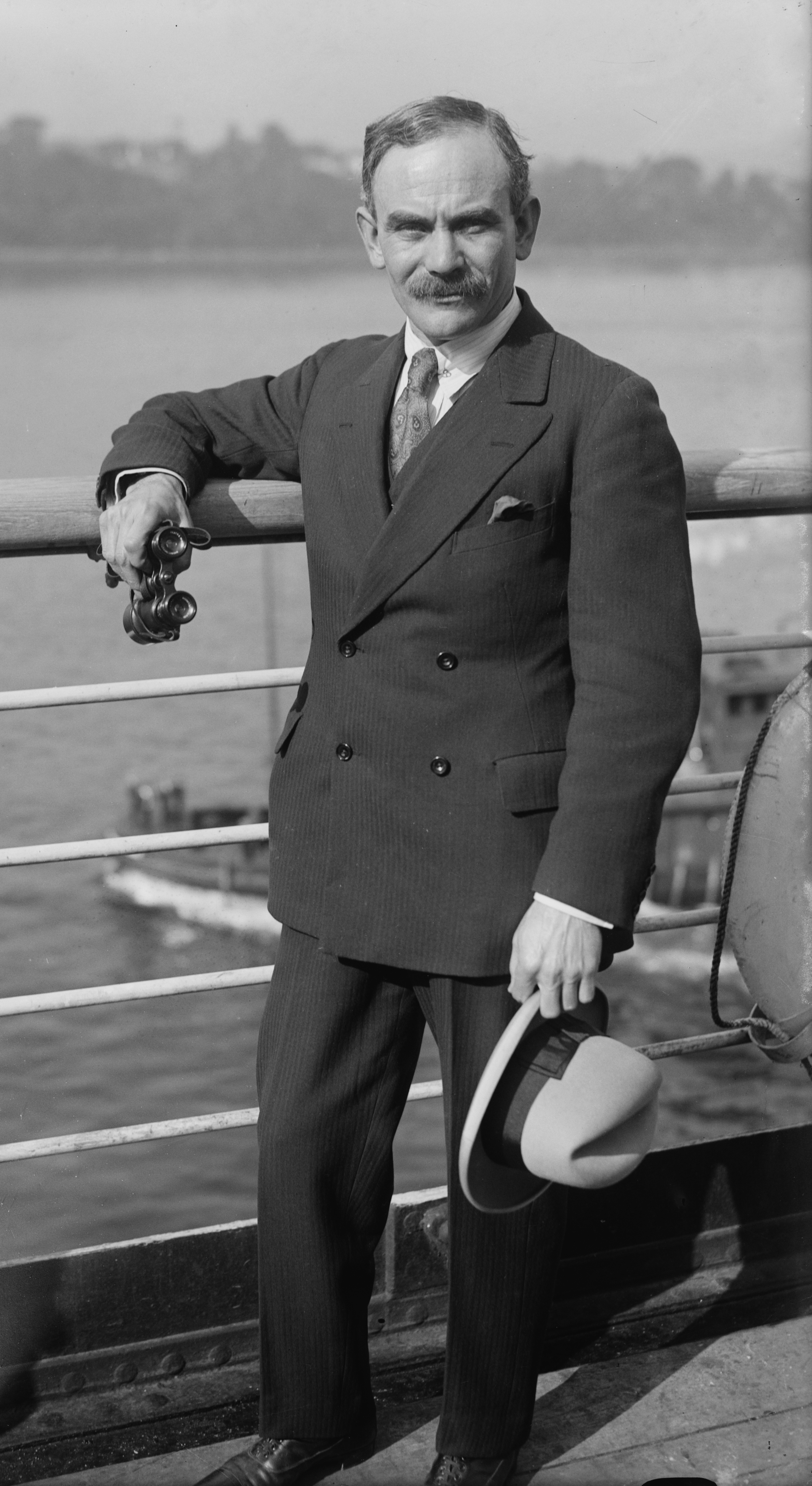
ライオネル・ターティス

1908年、コーツのアカデミーでの学びは予期せぬ終わりを迎えた。一流アンサンブル、ハンブルク四重奏団の団員であったターティスが南アフリカツアーを離脱しなければならなくなり、穴埋めとしてコーツを招く手配を行ったのである。コーツはアカデミーでの奨学制度を辞退し、ツアーへの参加を決めた。この頃から、彼は左手の痛みと右手の痺れに悩まされるようになった。これは今後11年間にわたる彼のヴィオラ奏者としてのキャリアに付きまとう神経炎の症状である。ハンブルク四重奏団の後、コーツはキャシー四重奏団、ウォレン四重奏団のヴィオラを務めた。
演奏家として忙しく過ごす傍ら、コーツは作曲家として成功を手にし始める。指揮者のヘンリー・ウッドの妻でソプラノ歌手のオルガ・ウッドが、1909年のプロムスでコーツの『4つの古いイングランドの歌』を歌った。『タイムズ』紙の音楽評論家は、この作品が「旋律豊かで、幾分エドワード・ジャーマン氏の方法に依っている」と記し、言葉の扱いにおけるアーサー・サリヴァンの影響を示している。ジャーヴェイス・エルウェス、キャリー・タブ、ネリー・メルバなど、他の傑出した歌い手たちもこの作品を取り上げた。『Stonecracker John』（1909年）からコーツと作詞家のフレデリック・ウェザーリーとの数多くの共作が始まっていく。最初は高い人気を博したバラッド群だった。『小組曲』は1911年10月のプロムスでウッドの指揮で初演されており、終曲がアンコールされた。曲はウッドへ献呈された。
1911年のはじめ、コーツはフィリス（フィル）・マーガレット・ブラック（1894年-1982年）と出会い、恋に落ちた。彼女は王立音楽アカデミーの学生で、女優を夢見て朗詠を学んでいた。彼の愛情は両想いへと繋がったが、彼女の両親はコーツの夫、そして一家の大黒柱としての見込みに懐疑的であった。コーツは作曲を続けながらも当面は主たる収入源たるヴィオラ演奏に集中することにし、はじめはビーチャム交響楽団、1910年からはウッドのクイーンズ・ホール管弦楽団で演奏した。彼はエルガー、ディーリアス、ホルスト、リヒャルト・シュトラウス、ドビュッシーといった作曲家、またウィレム・メンゲルベルク、アルトゥール・ニキシュといった技巧的な指揮者のバトンの下で演奏した。これによって必要であった財政的な安定を得た彼は、1913年2月にフィリスと結婚することができた。2人は1922年にひとり息子のオースティンを授かっている。
コーツは健康面から第一次世界大戦への従軍には不適格と宣告され、音楽のキャリアを継続することになった。戦争によって仕事量は大幅に減少し、世帯の収入はフィリスの女優としての契約により上手く押し上げられることになった。キャリアを重ねた彼女は、ノエル・カワードなどの台頭する役者との共演を果たしていった。
1919年、コーツはヴィオラ演奏を断念する。クイーンズ・ホール管弦楽団のヴィオラ・セクションを率いるという契約は失効し、更新されなかった。コーツが作曲家としてのキャリアに全精力を傾けることを希望した結果であると解説する文献もあれば、神経症によって演奏に影響が出たのだと説く文献もある。コーツ自身の言に依れば、ウッドは技巧よりも信頼性に重きを置いており、他所で自作を指揮するために頻繁に不在となるコーツに苛立つようになったのだという。

### 専業作曲家：1920年代-1930年代
ヴィオラ奏者としてのコーツに我慢ならなくなったか否かに関わりなく、作曲家としてのコーツを高く評価していたウッドは1919年10月にクイーンズ・ホールで開催されたプロムナード・コンサートに組曲『Summer Days』の指揮をするためコーツを招待し、1920年、1924年、1925年にも同作の再演を任せている。さらに組曲『Joyous Youth』（1922年）の演奏や『The Three Bears』（1926年）の初演といった、その他のコーツの管弦楽作品の披露にも彼を招聘した。この『The Three Bears』は「ファンタジー集」と銘打たれており、妻のフィリスが息子たちに読み聞かせていた児童文学に霊感を受けた、コーツの3大大作の一角である。残りの2作品は『The Selfish Giant』（1922年）と『シンデレラ』（1930年）である。

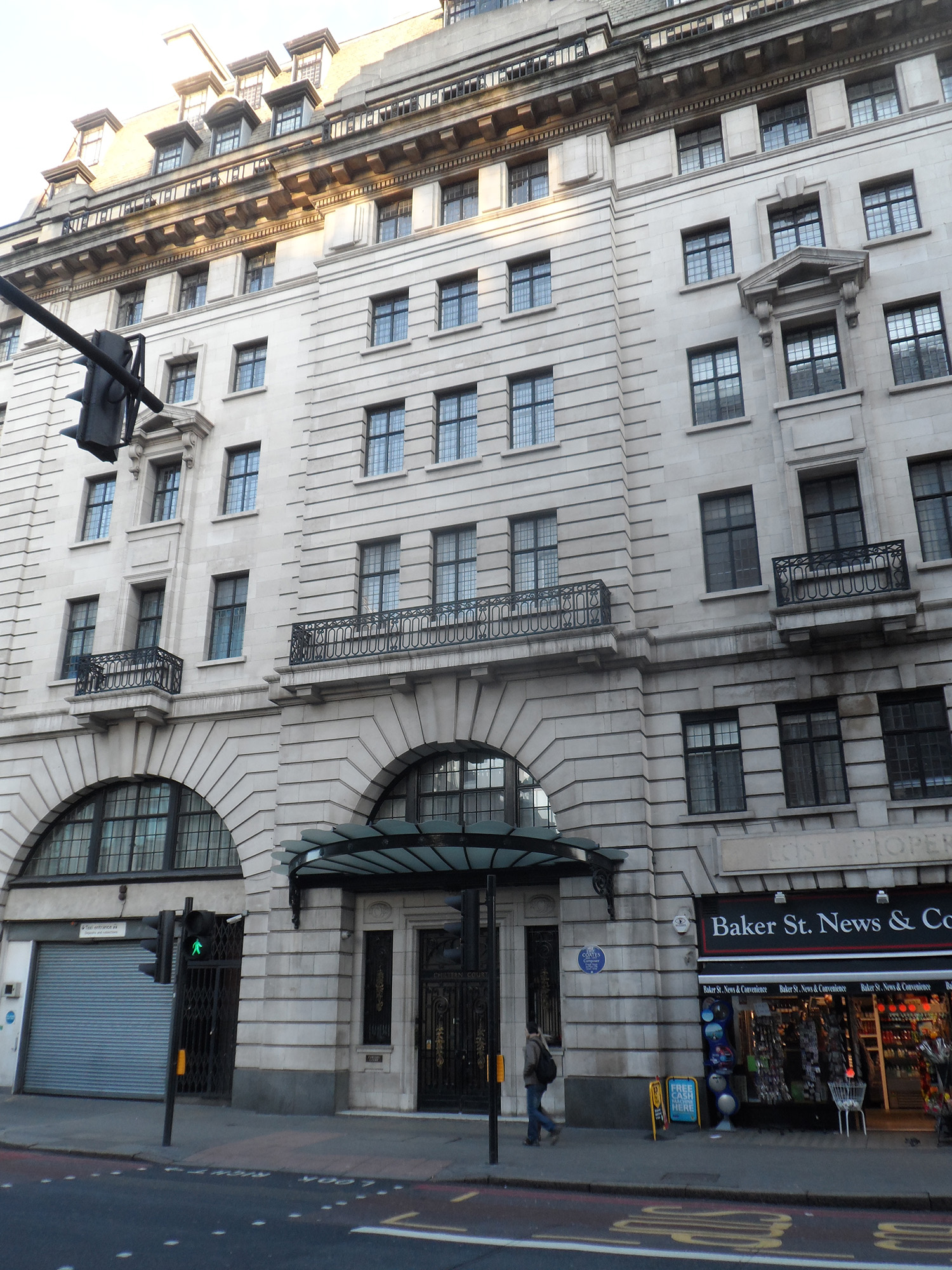
コーツが1930年から1936年にかけて暮らしたロンドンのチルターン・コート。ドアの側に彼を記念するブルー・プラークが掲げられている。

コーツの伝記作家であるジェフリー・セルフが「出版社との面倒過ぎない契約」と評した契約により、2つの管弦楽作品 - 1つは15分、もうひとつは5分 - と3つのバラッドを毎年創作することになった。演奏権利協会（英語版）の創設メンバーでもあったコーツは、1920年代、1930年代に大衆歌の楽譜売り上げが低下して以降、放送と録音を主たる収入源とした作曲家の先駆けのひとりであった。
第一次大戦と第二次大戦の戦間期、コーツは自作の指揮者として引っ張りだこで、ロンドンをはじめボーンマス、スカーブラ、ヘイスティングスなど、当時はライト・ミュージックを専門とする規模の大きなオーケストラを擁していた海辺のリゾート地で活動した。しかし、彼にとって作曲家兼指揮者として最大の活躍の場だったのはスタジオであった。1923年から彼はコロンビア社に自作を録音しており、これが多くの者を惹きつけていた。エルガーも彼の録音を購入していたひとりであり、彼はコーツの音盤が発売されるたびに決まって買うようにしており、全音源を所有していた。
コーツは妻とサセックスに田舎の一軒家を有していたが、彼は都会の暮らしの方が刺激が強いと感じ、ロンドンのベイカー・ストリートにあった一家のアパートに居る時に高い創造性を発揮した。そこからの屋根を超えた眺めが『ロンドン組曲』（1933年）の誕生に繋がり、曲中にはコヴェント・ガーデン、ウェストミンスター、ナイツブリッジが描かれた。この組曲から「ナイツブリッジ」がBBCで桁外れの人気を博したラジオ新番組である『In Town Tonight』のテーマ曲に採用され、そこそこ目立つ存在であったコーツは国民的有名人へと変貌を遂げた。同番組は1933年から1960年まで放送された 。
ベイカー・ストリートで書かれ、コーツの名声を高めた作品には他に『静かな潟』（1930年）がある。管弦楽曲であるこの作品は、当初さして印象を残さなかったが、歌詞が加えられて1940年にアメリカでヒットソングとなり、英国でもオリジナルの器楽版がBBCラジオで『Desert Island Discs』という名前の番組の主題曲に取り上げられて有名になった。この番組は1942年に開始して現在も放送が続けられている。

### 晩年：1940年–1957年
第二次世界大戦初期のコーツの作曲量が少なくなっていたところ、彼の妻が自分がボランティアで勤める赤十字社の兵站部職員のために何か書いてみてもいいのではないかと持ち掛けた。その結果、彼の作品でも有数の知名度を誇る『Calling All Workers』が生み出され、またもBBCで『Music While You Work』という人気シリーズのテーマ曲となったことの恩恵を受けた。BBCからの依頼により、彼はラジオにおけるライト・ミュージックに関する報告書を執筆し、1943年に完成させた。彼の発見や推薦事項の一部は受け入れられたものの、ティム・マクドナルドが著した伝記的スケッチによれば、コーツは「ライト・ミュージックに対して相当に見下げた見方をしがちな同社内で、受け継がれてきた俗物根性を大きく減じることは全くできなかった」のだとのことである。
演奏権利協会の会長を務めていたコーツは、戦後になると協会の代表としてウィリアム・ウォルトン、A・P・ハーバートら他を伴って国際会議に出席した。彼の自叙伝『Suite in Four Movements』は1953年に出版された。翌年、後期作品の一つが彼の代表作となる。行進曲の主題が浮かんだ彼は、それを書き留めて決まった終わらせ方がない状態で楽譜に起こした。数日のうちに、公開を控えた映画『暁の出撃』のプロデューサー陣からコーツの出版社各社に対し、彼がこの映画のために行進曲を作る気はないだろうかと問い合わせが入った。そこでこの新作がサウンドトラックに組み込まれることになり、大きな成功を収める。スチュアート・ジェフリーズは2003年に発表された戦争映画のための音楽に関する研究で、別れの頌歌である行進曲を伴う『暁の出撃』の終了クレジットは、同種の音楽を書く後世の作曲家にこれに並ぼうとすることを諦めさせるだろう、とコメントしている。

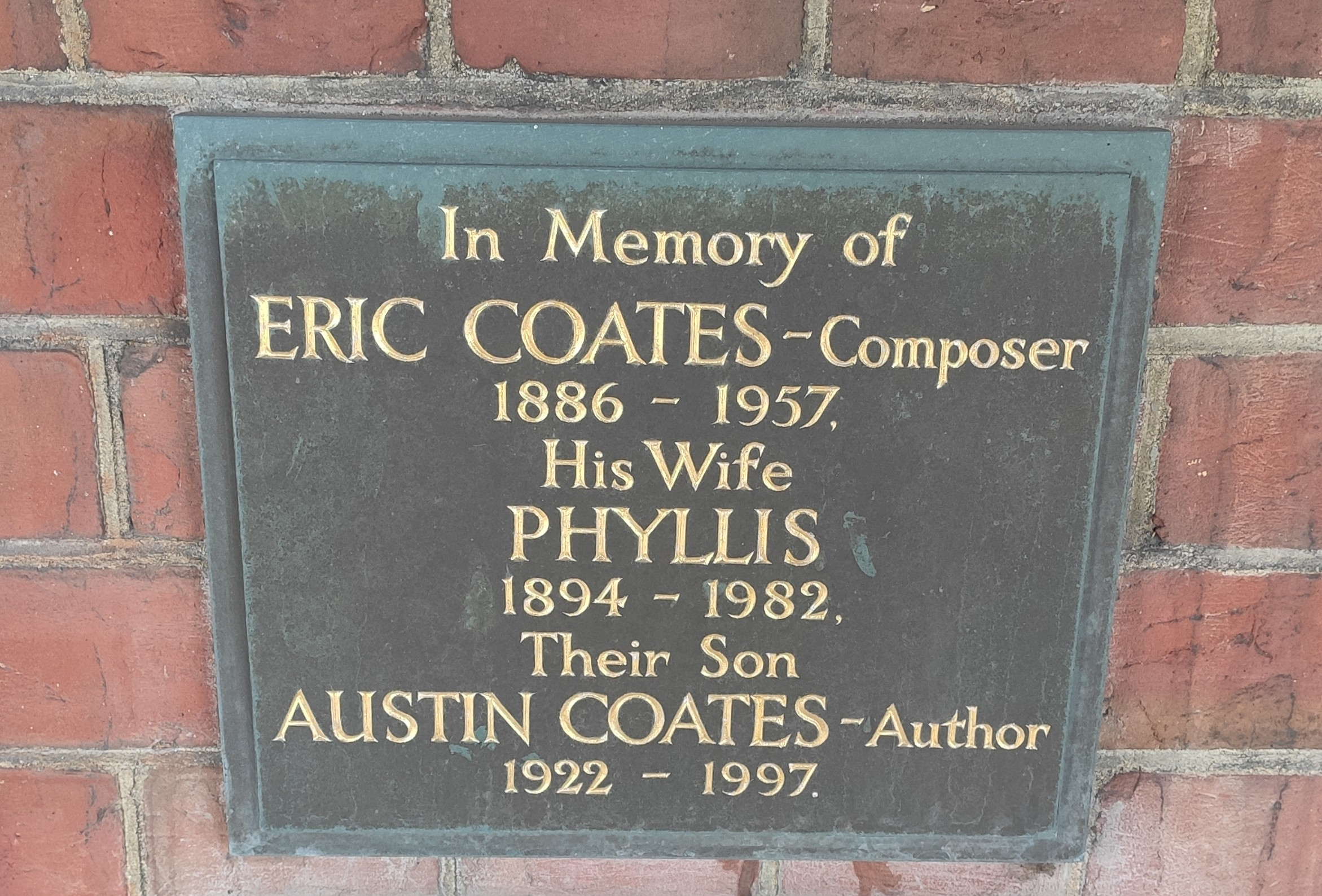
ゴルダーズ・グリーン火葬場でコーツ、および彼の妻と息子に捧げられた銘板。

1957年11月28日、コーツはサヴォイ・ホテルで開催された音楽家慈善基金の資金集めの晩さん会に出席、初演されたマルコム・アーノルドのおもちゃの交響曲でダルシマーを演奏した。これは彼が最晩年に人前に姿を現したうちの1回であった。12月17日、サセックスの家族の家で心臓発作に見舞われたコーツはチチェスターの王立ウェスト・サセックス病院に運ばれ、4日後に71歳でこの世を去った。遺体はゴルダーズ・グリーン火葬場で火葬された。

## 音楽
『音楽と音楽家に関するグローヴの事典』の中でジェフリー・セルフは、コーツが新しい音楽の潮流を絶えず認識し、取り入れていったと書いている。同時代の評論家が記すように、彼の初期作品はサリヴァンとジャーマンの影響を示しているが、20世紀が進んでいくにつれてエルガーとリヒャルト・シュトラウスの特徴を吸収して使用するようになっていく。コーツと妻は熱心な踊り手でであったこともあり、彼は1920年代にシンコペーションを伴う新しいダンス・バンドの様式を用いている。『The Selfish Giant』（1925年）や『The Three Bears』（1926年）では、この遠くジャズに由来するコーツ音楽の一面、半音階的な対旋律と弱音器を付けた金管楽器の使用がみられる。
セルフはコーツの音楽の性格を「力強い旋律、足を踏み鳴らすようなリズム、華麗な対位法、そして色彩的な管弦楽法」と要約している。コーツは効果的な管弦楽法を用いたが、これは劇場のオーケストラピットで管弦楽法の実際と編曲を経験した若い頃の厳しい修行時代の楽譜、そしてヴィオラ奏者の一員として交響楽団を聴いていたことに由来している。一部の作曲家の作品では管弦楽のヴィオラパートは演奏の面白みのないものとなっていることが多く、ビーチャムやウッドの楽団でもそのような状態に甘んじる他なかった。そこでコーツは、自作においてはオーケストラの全ての楽器が興味深く色彩豊かな音楽を奏でられるようにと決意したのだった。
コーツと彼の音楽は一定数の俗物主義を引き寄せた。『タイムズ』紙は彼の音楽を「基本的にはありふれたいる（中略）が、よく書けており、耳馴染みしやすくわずかに感傷的（中略）外面的ではあるが誠実である」と評した。『マンチェスター・ガーディアン』紙の死亡記事では「第2のベートーヴェンになり損ねるより、2流の傑作を書く方がよい」と述べ、見下しを問題視し、何かになれなかったことを非難するのではなく、何かについて「凡庸」（petits-maîtres）であることを慈しむフランス風の態度を好んでいる。コーツの音楽の才能で重要なもののひとつに、記憶に残りやすい旋律を書く能力がある - 『マンチェスター・ガーディアン』紙が「真に抒情的な衝動」と表現したものである。彼に初めて会ったエセル・スマイスは「貴方は旋律が書ける素晴らしい人だ」と述べ、どうやっているのかを訪ねたという。

### 管弦楽曲

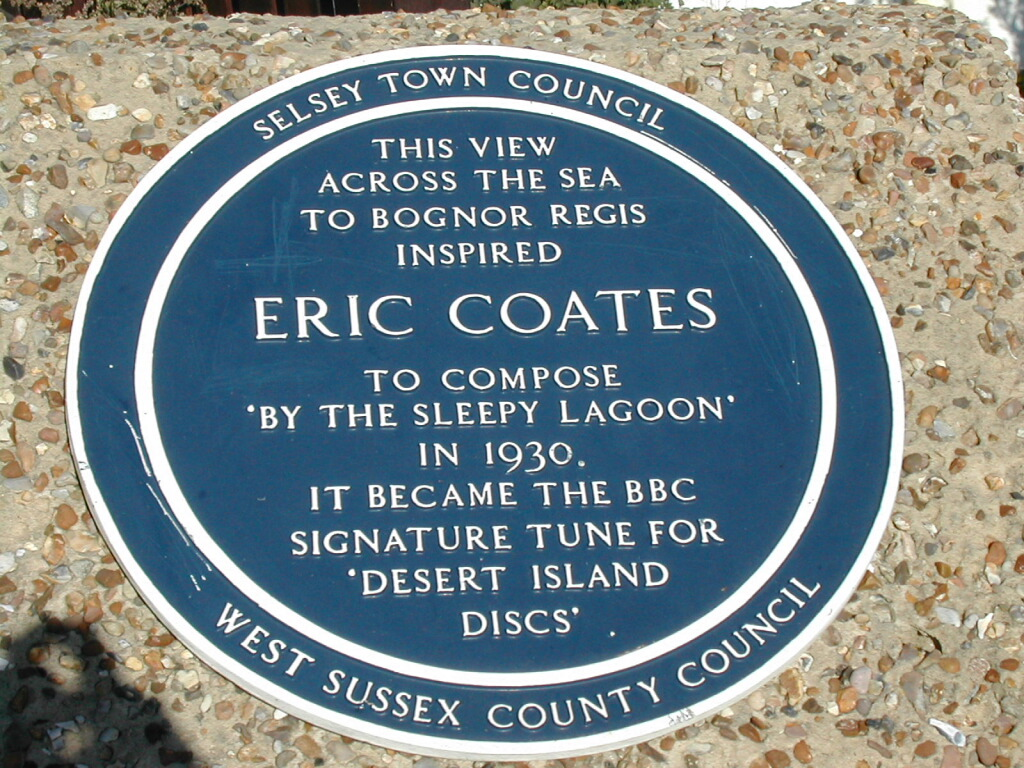
セルジーにある、『静かな潟』の作曲を記念するブルー・プラーク。

管弦楽曲はコーツの業績の中核を成し、最も知られている。彼が普段手を付けなかったジャンルの作品には数点がある - 1936年のサクソフォーンと管弦楽のための狂詩曲と、リチャード・ロジャースの『With a song in my heart』による交響的狂詩曲 - 他者の音楽を扱った唯一の作品である。管弦楽作品で最も演奏時間が長い（20分未満ではあるが）のは、交響詩『The Enchanted Garden』（1938年）であり、もとはアンドレ・シャルロのために書かれながらも、実を結ぶことのなかった7人の小人を題材としたバレエ音楽から採られた楽曲である。しかし、彼の主要な管弦楽作品は、組曲、幻想曲、行進曲とワルツ、独立した序曲、およびその他の短い管弦楽作品に分類される。
13作品ある組曲のうち、取り上げられる頻度が高いのは『ロンドン組曲』（1932年）、『London Again』（1936年）、そして後期の作品である『The Three Elizabeths』（1944年）であり、これはまずエリザベス1世、続いてエリザベス・ボーズ＝ライアン（当時の王妃）、そして最後にその長女であり後のエリザベス2世を音楽によって描いた作品である。組曲は概して、精強な楽曲の間に内省的な色合いの強い中間楽曲が挟まれるパターンに従っている。7曲ある独立したワルツの中で最大の知名度を誇る『静かな潟』（1930年）は「ワルツ＝セレナーデ」と評されるが、この作品は長年にわたり緩やかなワルツとフォックストロットであるビギンとして演奏されている。
コーツは自身の管弦楽譜においてメトロノーム記号とアクセントにこだわりを持っていた。自作を指揮する彼は非常に活発なテンポを設定する傾向があり、他の指揮者が彼の作品を取り上げて緩やかなスピードで演奏するのを、曲を引きずっているように思われるとして嫌っていた。

### 歌曲
コーツ初の出版作品は『4つの古いイングランドの歌』であり、彼がまだ王立音楽アカデミーの学生だった時分に書かれた作品であった。20世紀の終盤には彼の歌曲は管弦楽曲に比べるとほとんど知られなくなっていたが、作曲当時は彼の作品群の中でも重要かつ高い人気を獲得していた。『グローヴ音楽事典』は、マッケンジーが感銘を受けたバーンズのテクストを用いた3曲（1903年）に始まり、ウィニフレッド・メイのテクストによる『ライラックの香り』（1954年）に至るまでの155曲の歌曲を列挙している。
1920年代中頃までにバラッドや他の伝統的な種類の歌曲の需要は減少しており、それに伴ってコーツの作品数も少なくなっていった。ヴィオラ奏者で音楽学者のマイケル・ポンダーは、管弦楽曲を書くことに最も関心を持っていたコーツは歌曲の作曲には制約があると感じ、専ら出版者との契約を履行するために作曲を行っていたのだと書いている。にもかかわらず、ポンダーはコーツの後期歌曲には彼の最良の部分が示されているとも考える。彼はいずれも1930年作曲の『Because I miss you so』と『The Young Lover』について、「豊かで壮大な歌による旋律線」が「統一感を維持しつつ主旋律の色彩と効果を高める繊細なピアノ書法」で支えられているとして称賛している。初期、中期、後期のいずれの時期であるかに関わらず、ほぼ全ての歌曲は遅い、もしくは相当に緩やかなテンポで書かれている。ポンダーのコメントによると、コーツの後期歌曲は規模が拡大しており、おろらくウェスト・エンドやブロードウェイで行われるショーの影響を受けたものであろうという。
コーツはシェイクスピア、クリスティーナ・ロセッティ、アーサー・コナン・ドイルなど、幅広い作家のテクストを用いた。そうした中で彼が最もよく用いたのはウェザーリー、フィリス・ブラック（コーツ夫人）、ロイデン・バリーである。一度だけ、『A Bird's Lullaby』（1911年）において彼は自ら作詞を行っている。

### その他楽曲
コーツはピアノ伴奏の独唱曲を書く場合でさえも、常に自らの音楽を管弦楽と絡めて発想していた。3つの弦楽四重奏団に在籍していたという過去があったにもかかわらず、室内楽曲はわずかしか書かれていない。『グローヴ音楽事典』は5作を挙げているが、そのうち3作品は散逸してしまっている。現存する作品は1908年の弦楽四重奏のためのメヌエット、そしてヴァイオリンとピアノのための『First Meeting』（1941年）である。同様に、劇場オーケストラでの演奏体験から持てる技術の大部分を学んだ彼であったが、ミュージカルのショーには手を付けなかった。コーツがロンドン・フィルハーモニック管弦楽団と自作を指揮しながら演奏旅行を行った際、『マンチェスター・ガーディアン』紙は彼に対してリブレット作者と探してコミック・オペラを書くように急かした。「彼は大いにその路線を継承すべきだ。機転が利き、快活なメロディーに才覚を有し、痛悔かつ爽快な和声を扱い、経験豊富な職人気質を伝える華麗さをもって音楽を書き上げるのだから。」コーツは同市の助言には従わなかった。伝記作家のジェフリー・セルフは、単にコーツにスタミナや積極性を持ち合わせなかったか、もしかすると劇場作品を書こうという性向がなかっただけなのではないかと論じている。
彼の劇作へのわずかな挑戦は、劇場ではなく映画に対して行われた。管弦楽のための幻想曲『シンデレラ』が最初に聞かれたのは映画『Symphony in Two Flats』の中であったし、1941年の戦争映画『Nine Men』には『Eighth Army March』を、映画『High Flight』（1957年）には『High Flight March』を提供している。上述の通り、彼の映画音楽で最も名高いのは『ダム・バスターズ行進曲』であるが、この作品は映画のために書き下ろされた楽曲ではない。これらの例外を除き、コーツは自身を雇用しようと狙い続けるイギリスやアメリカのプロデューサー陣からの申し出を断っていた。彼は映画音楽がカットや再編曲、さもなくば監督の要求を満たすための変更を免れないということを知っていたのだ。アーサー・ブリスが映画『Things to Come』のために曲を書いた際に遭遇したそのような困難が記憶にあったコーツは、自作が同じような扱いを受けることを望まなかったのである。